# Проверочно-фильтрационные лагеря НКВД СССР
Проверочно-фильтрационные лагеря НКВД СССР — специальные учреждения НКВД СССР для проверки и отбора  лиц, оказавшихся в немецком плену, на оккупированной территории, а также воевавших в составе союзнических армий и формирований европейского Движения Сопротивления. 

## История
Были организованы в декабре 1941 года. До 20 февраля 1945 года назывались спецлагерями НКВД.
С декабря 1941 года по июль 1944 года подчинялись Управлению по делам военнопленных и интернированных НКВД Союза ССР. 19 июля 1944 года были переданы в ведение ГУЛАГа. Заместителем начальника ГУЛАГа по спецлагерям НКВД был назначен полковник госбезопасности Г. М. Грановский. 28 августа 1944 года на базе отдела спецлагерей ГУЛАГа был создан самостоятельный Отдел спецлагерей НКВД Союза ССР, который возглавил полковник госбезопасности Н. И. Шитиков.
В январе 1945 года Отдел спецлагерей НКВД Союза ССР был переименован в Отдел проверочно-фильтрационных лагерей (ОПФЛ) НКВД Союза ССР, начальником которого остался Н. И. Шитиков.
Лица, проходившие проверку, в официальных документах чаще всего назывались «бывшие военнослужащие».
С декабря 1941 по июль 1944 года через спецлагеря НКВД прошло 85 368 человек «спецконтингента»:
- 1942 год — 2 081
- 1943 год — 7 628
- январь — июль 1944 года — 75 659 человек.

По составу:
- военнослужащие Красной Армии (РККА), находившиеся в плену или в окружении, — 328 365 человек;
- полицейские, старосты и другие пособники оккупационных властей — 25 571;
- гражданские лица призывного возраста, находившиеся на территории, занятой противником, — 21 432.

За этот же период:
- проверено и передано райвоенкоматам — 233 887 человек (62,3%),
- направлено на формирование пятнадцати штурмовых батальонов — 12 808 (3,4%),
- передано в постоянные кадры оборонной промышленности — 20 284 (5,4%),
- арестовано и осуждено — 11 658 человек (3,1%),
- нет данных — 96 731 человек (25,7%).

По более поздним данным, в действующую армию было возвращено 78 — 79% прошедших проверку.
Проверочно-фильтрационные лагеря не прекратили своего существования ни после июля 1944 года, ни после капитуляции Германии — в них хлынул поток военнопленных красноармейцев и остарбайтеров. В результате фильтрационные лагеря функционировали ещё несколько лет после войны для обеспечения мер по репатриации.
Приказом МВД СССР от 6 апреля 1946 года на основании постановления Совнаркома СССР от 21 декабря 1945 года проверочно-фильтрационные лагеря были ликвидированы, в связи с чем:
- На лиц, служивших в немецких строевых формированиях, на власовцев, легионеров и полицейских, в отношении которых установили пребывание и службу в этих немецких формированиях и полицейских органах, оформили постановления о переводе на поселение на 6 лет;
- Бывшие военнослужащие Красной армии, реабилитированные в ходе проверки и годные к несению строевой службы, были направлены для комплектования военизированной охраны ГУЛАГа;
- Актированных инвалидов, совершенно не способных ни к какому физическому труду, направили к прежнему или выбранному ими месту жительства, за исключением режимных областей.